# انزو رويس
انزو رويس (بالإسبانية: Enzo Ruiz)‏ (31 أغسطس 1988 في الأوروغواي - ) هو لاعب كرة قدم أوروغواني في مركز الظهير. شارك مع منتخب الأوروغواي تحت 20 سنة لكرة القدم. أما مع النوادي، فقد لعب مع بنيارول ونادي بيلينزونا ونادي راسينغ مونتيفيديو ونادي غراسهوبر زيوريخ ونادي لوزيرن ونادي كونسيبسيون ‏.

## وصلات خارجية
- انزو رويس على موقع الاتحاد الدولي (مؤرشف)  (الإنجليزية)
- انزو رويس على موقع قاعدة بيانات كرة القدم.إي يو (الإنجليزية)
- انزو رويس على موقع Soccerway.com (الإنجليزية)
- انزو رويس على موقع عالم كرة القدم.نت (الإنجليزية)
- انزو رويس على موقع AS.com (الإسبانية)